# Dymitr Aleksandrowicz

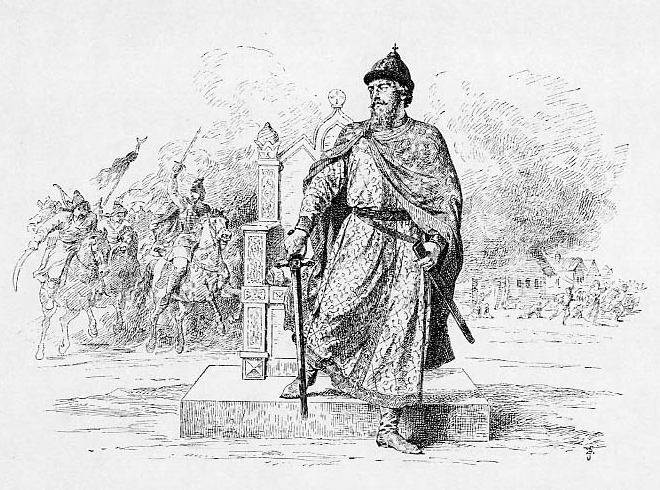
Rycina przedstawiająca Dymitra Aleksandrowicza autorstwa Wasilija Wereszagina

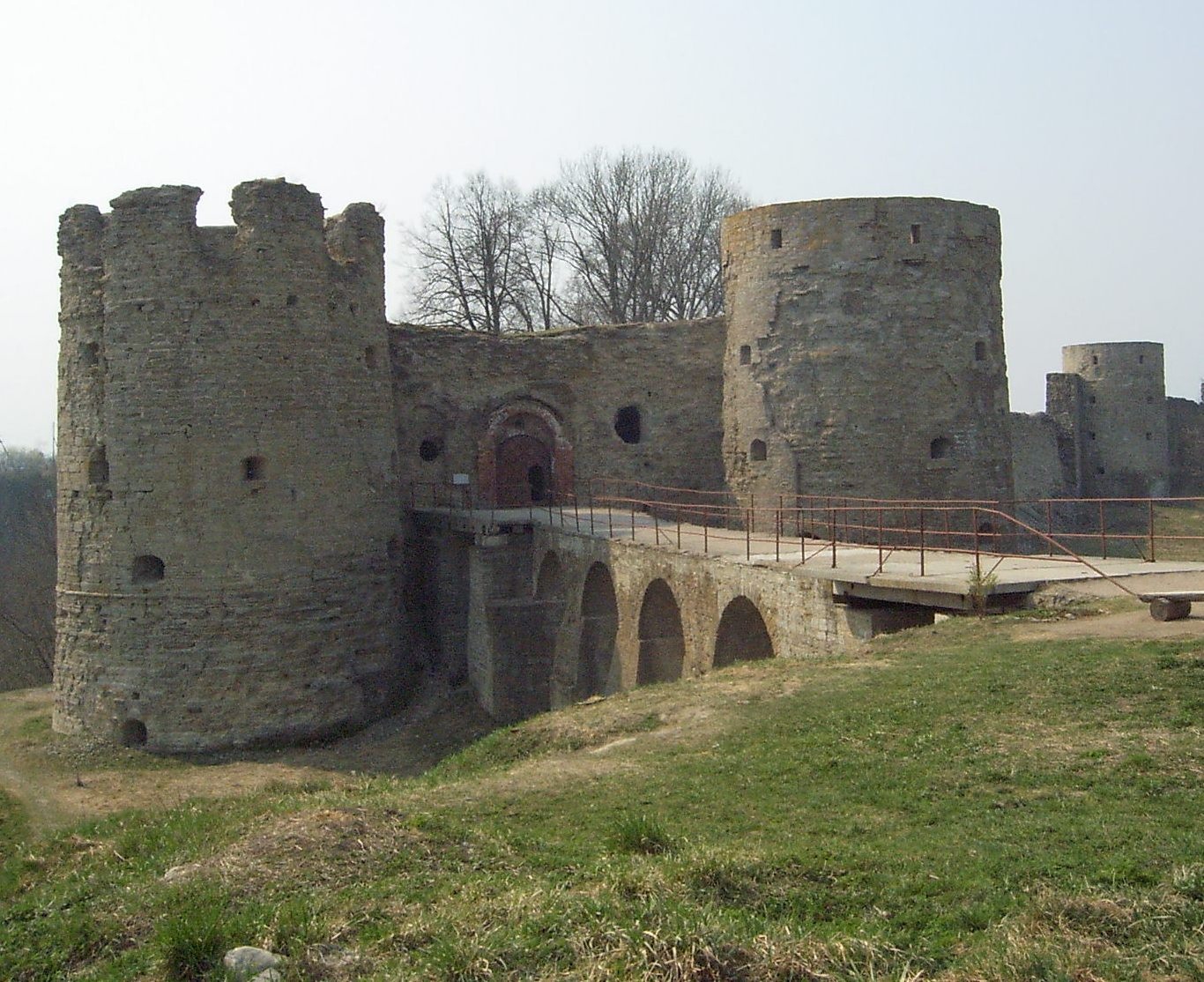
Ruiny twierdzy Koporje, założonej przez Dymitra

Dymitr Aleksandrowicz (ur. około 1250, zm. 1294) – wielki książę Włodzimiersko-Suzdalski w latach 1277-1281 i 1283-1294, drugi syn Aleksandra Newskiego.

## Życiorys
Po śmierci swojego starszego brata pozostawał głównym spadkobiercą Aleksandra Newskiego, który już w 1259 uczynił Dymitra zarządcą Nowogrodu. Jednak po śmierci Aleksandra, mieszkańcy Nowogrodu wygnali Dymitra do Peresławia Zaleskiego, z którego pochodził, pod pretekstem jego nieletniości.
Po ukończeniu osiemnastego roku życia powrócił do Nowogrodu i wraz z Dowmuntem z Pskowa poprowadził wojska miasta przeciwko inflanckiej gałęzi zakonu krzyżackiego w bitwie pod Rakvere. W kolejnych latach walczył o zwierzchnictwo nad Nowogrodem ze swoimi wujami - Jarosławem III i Wasylem Kwasznią. Uzyskał je dopiero w 1276, po śmierci rywali. Dwa lata później założył twierdzę Koporje. Jednak mieszkańcy Nowogrodu znów zwrócili się przeciwko niemu, zmuszając go do opuszczenia miasta i twierdzy.
Podczas gdy Dymitr zajęty był pacyfikacją buntowników, jego młodszy brat, Andrzej III Aleksandrowicz, udał się do Złotej Ordy i u jej chana uzyskał zgodę, by zastąpić Dymitra na stanowisku wielkiego księcia. W 1281 roku zjednoczywszy swe siły z kniaziami Rostowa i Jarosławia zajął Peresław. Dymitr uszedł do Koporje, ale bez wsparcia nowogrodzian musiał uciec dalej na północ.
Dwa lata później wrócił na Ruś, którą zastał spustoszoną przez Mongołów. Postanowił zwrócić się do Nogaja, mającego swoją siedzibę nad Morzem Czarnym, który był głównym wrogiem chana Ordy, Telebugi. Gdy wieść o tym dotarła do Andrzeja, zrzekł się Włodzimierza i Nowogrodu i powrócił do Gorodźca.
W 1285 Andrzej ponownie przywiódł Mongołów na Ruś, ale tym razem zostali odparci przez Dymitra i jego sprzymierzeńców. W 1293 zjednoczył Mongołów oraz część książąt ruskich przeciwko Dymitrowi, który, nie chcąc się wdawać w kolejny konflikt, złożył śluby zakonne i w następnym roku zmarł. Został pochowany w soborze Przemienienia Pańskiego w Peresławiu Zaleskim.